# Hội Aetherius
Hội Aetherius (Aetherius Society) là một phong trào tôn giáo mới do George King thành lập vào giữa những năm 1950 từ kết quả của những gì mà George King tuyên bố là đã có sự liên hệ với những trí tuệ ngoài Trái đất, người mà ông gọi là "Bậc thầy vũ trụ" (Cosmic Masters). Mục tiêu chính của tín đồ là hợp tác với các Bậc thầy vũ trụ này để giúp nhân loại giải quyết các vấn đề hiện tại trên Trái đất và tiến tới Thời đại mới. Được thành lập vào giữa những năm 1950 dưới tay một cựu tài xế taxi người Anh, đây là một tôn giáo thời đại mới với hệ thống niềm tin được xây dựng xung quanh ý tưởng rằng một loạt "Bậc thầy vũ trụ" (chủ yếu từ Sao Kim và Sao Thổ) điều khiển số phận của loài người. Ngoài ra, họ tập trung rất nhiều vào việc cầu nguyện và "bổ sung năng lượng tinh thần" cho Trái Đất, nhằm dọn đường cho "Next Master" một siêu nhân vật sẽ đáp xuống Trái Đất trong chiếc đĩa bay được trang bị "ma thuật" mạnh hơn "sức mạnh vật chất của tất cả quân đội trên thế giới".
Đó là một tôn giáo hỗn hợp, chủ yếu dựa trên Thông thiên học và kết hợp các khía cạnh tôn giáo theo Thuyết nghìn năm, Thời đại mới và tôn giáo UFO. Điểm nhấn của tôn giáo bao gồm lòng vị tha, phục vụ cộng đồng, tôn thờ thiên nhiên, chữa lành tinh thần và tập thể dục. Các thành viên gặp nhau trong các hội thánh giống như giáo hội. John A. Saliba nói rằng, không giống như nhiều tôn giáo Thời đại mới hoặc UFO khác thì Hội Aetherius phần lớn được coi là không gây tranh cãi, mặc dù các khía cạnh thuyết bí truyền và thuyết nghìn năm của đạo này đôi khi bị chế giễu. Tôn giáo này có thể được coi là có một thực hành tương đối truyền thống, thu hút các thành viên, các tín nhân từ xã hội chính thống. Thành viên của hiệp hội, mặc dù mang tính quốc tế, nhưng tương đối nhỏ. David V. Barrett đề xuất vào năm 2011 rằng số hội viên trên toàn thế giới lên tới hàng nghìn, với số lượng lớn nhất ở Vương quốc Anh, Hoa Kỳ (đặc biệt là Nam California) và New Zealand.